# Bill Layton
William Herbert Layton (13 tháng 1 năm 1915 - tháng 2 năm 1984) là một cầu thủ bóng đá người Anh thi đấu ở vị trí tiền vệ. Layton sinh ra ở Shirley, và ra sân ở Football League cho Reading, Bradford Park Avenue và Colchester United. He also thi đấu ở Southern League cho Colchester before their admission to the Football League.

## Danh hiệu
Colchester United
- Á quân Southern League: 1949-50[3]
- Southern League Cup: 1949-50[4]